# Sphenorhina croceofasciata
Sphenorhina croceofasciata är en insektsart som beskrevs av Victor Lallemand 1924. Sphenorhina croceofasciata ingår i släktet Sphenorhina och familjen spottstritar. Inga underarter finns listade i Catalogue of Life.